# Asociación por la Libertad Religiosa

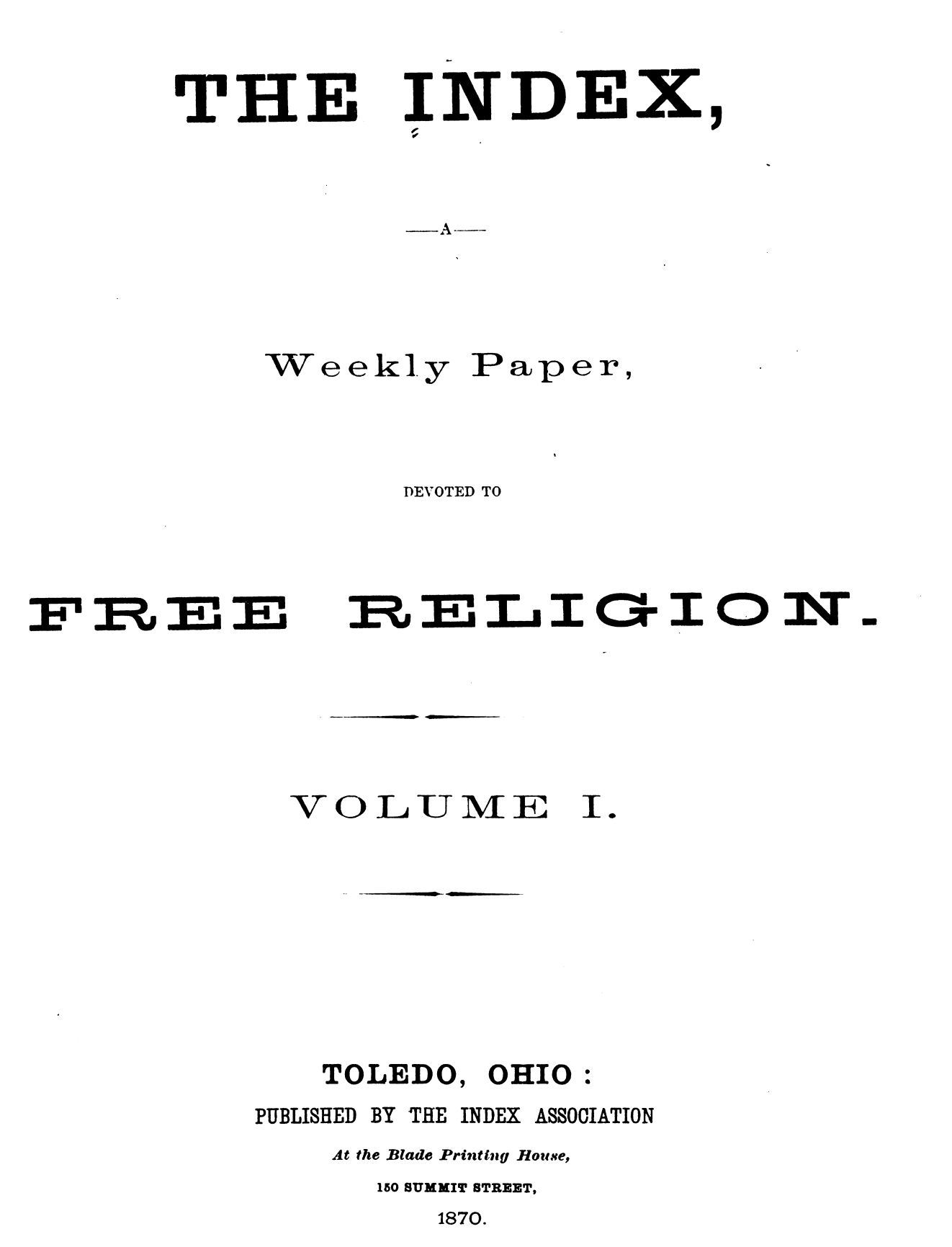
El índice: un periódico semanal dedicado a la religión libre, 1870

La Asociación por la Libertad Religiosa  era una organización estadounidense de librepensamiento que se oponía a la religión organizada y pretendía formar en su lugar una religión racional universal libre de dogmas o teología, basada enciencia evolucionista.

## Historia
La Asociación Religiosa Libre fue formada en 1867 en parte por David Atwood Wasson, Lucretia Mott, y el Reverendo William J. Potter. en palabras de Potter, una "sociedad espiritual contra la esclavitud" para "emancipar la religión de las tradiciones dogmáticas a las que había estado atada previamente". Se opuso no sólo a la religión organizada, sino también a cualquier  sobrenaturalismo en un intento de afirmar la supremacía de la conciencia individual y la razón individual. La FRA llevó un mensaje de perfectibilidad de la humanidad, fe democrática en el valor de cada individuo, la importancia de los derechos naturales y la afirmación de la eficacia de la razón.
La primera asamblea pública se llevó a cabo en 1867 y representó algo parecido a una reunión de la ciudad con una audiencia que iba desde Cuáqueros, liberales Judíos, Unitaristas radicales, universalistas, agnósticos, espiritualistas y científicos teístas para promover la libertad religiosa. Robert Dale Owen estuvo presente en la primera reunión. La primera persona en unirse a la asociación en la reunión original fue el famoso individualista estadounidense Ralph Waldo Emerson. Se popularizó y muchos miembros de FRA ayudaron a liderar comunas con base en sus valores de igualdad y organizaciones autoorganizadas. Thomas Wentworth Higginson, Charles Eliot Norton y Francis Ellingwood Abbot eran miembros. En 1892, sus vicepresidentes incluían al abolicionista Frederick Douglass y los humanistas (humanismo secular) Felix Adler (Felix Adler (profesor)) y Moncure Conway (Moncure Conway).
La asociación existió hasta 1914. Las actas de su 47.ª reunión anual se publicaron con el título "Religión mundial y fraternidad mundial".

## El Índice
La Asociación Religiosa Libre se asoció formalmente con The Index: A Weekly Paper Devoted to Free Religion, que se convirtió en su publicación semioficial. Fue editado por Francis Ellingwood Abbot hasta 1873 y luego por su asistente A . w Stevens. Charles Darwin se suscribió a The Index y hasta su muerte envió donaciones a Abbot (tanto como £25 un año).  Abbott fue el dueño de The Index hasta 1880. Después de esto, pasó a ser propiedad de la Asociación Religiosa Libre. En 1881, cambió de nombre a "Índice Religioso Libre", pero fue restaurado a su nombre original después de once meses. W.J. Potter se convirtió en el editor oficial y su asistente, Benjamin F. Underwood, hizo gran parte del trabajo editorial. El número del 30 de diciembre de 1886 fue la última edición de The Index.
En febrero de 1887, la revista The Open Court se convirtió en la publicación oficial de la Asociación Religiosa Libre. A fines de 1887, Underwood renunció y Paul Carus se convirtió en editor y la Open Court Publishing Company de Edward C. Hegeler publicó la revista The Open Court hasta 1936.

## Asociación Libre de Maestros Religiosos
En 2010 se formó una organización que se hace llamar Asociación Libre de Maestros Religiosos que afirma descender espiritualmente de la FRA. Actualmente está activo ofreciendo enseñanza y certificación gratuitas en varios aspectos del ministerio interespiritual y la teología transodoxa.